# Лепонтински Алпи
Лепонтински Алпи (на немски: Lepontinische Alpen; на италиански: Alpi Lepontine) са дял на планината Алпи, който заема територии на Швейцария и Италия.
Дължина (по основната посока на Алпите, тоест от запад на изток) 151 km, ширина 196 km. В сравнение с другите дялове на Западните Алпи тази част не е от най-високите – първенецът Монте Леоне се издига само на 3553 m.

## Име
Както и други части на Алпите, името на Лепонтинските Алпи идва от древно келтско племе, живяло по тези земи. То се е наричало лепонци и се споменава от историческите извори около 300 г. пр.н.е.

## Описание
Лепонтинските Алпи представляват дълъг хребет, който никъде не е проломен, но на много места билото се спуска и образува удобни за преминаване седловини. През тях са прекарани проходи, свързващи околните долини. От север хребетът е ограничен от долините на Рона и Ройс, (най-горните течения), които се свързват през прохода Фурка. След това на изток започва долината на Преден Рейн. На юг дългите странични била се спускат чак до езерата Маджоре, Лугано и Комо. Тук в обхвата на Лепонтинските Алпи се включват големите долини на Тичино, Точе, Маджа и Верцаска.
Хребетът започва от прохода Симплон, който служи за връзка с Пенинските Алпи на запад. Веднага след него се издига Монте Леоне. На изток границата с Ретийските Алпи минава през прохода Шплюген. приблизително в средата проходът Сен Готард разделя Лепонтинските Алпи на две сравнително равни части. Източната е известна също с името масив Адула. Оттам води началото си Заден Рейн, а над изворите му се извисява най-високият връх в района Райнвалдхорн (3402 m).
Тази част на планината не е лишена от ледници, но те са далеч по-малко в сравнение с западните ѝ съседи: Гюферхорн, Лавац, Босодино, Грис. Навсякъде преобладава глациогенният релеф – върховете са скалисти, с остри ръбове, виждат се добре оформени циркуси, много от долините са трогови, с U-образна форма.

## Върхове
Най-високите 10 върха в Лепонтинските Алпи са:
1. Монте Леоне – 3553 m;
2. Брайтхорн – 3438 m;
3. Райнвалдхорн – 3402 m;
4. Гюферхорн – 3393 m;
5. Блиненхорн – 3384 m;
6. Басодино – 3276 m;
7. Пицо Тамбо – 3276 m;
8. Хелзенхорн – 3274 m;
9. Вазенхорн – 3255 m;
10. Офенхорн – 3242 m.

## Туризъм
Развит е главно ски туризмът. В района има много ски писти с обща дължина 584 km и 27 лифта.
Там се намира известният курорт Андермат – малко селище край река Ройс на височина 1437 m. Най-много писти (118 km) предлага Оберзаксен в долината на Преден Рейн. Гемщок е най-високият курорт на хребета със своите 2961 m.
За летните туристи любима дестинация е долината Санта Мария – широка и с плавни склонове (за разлика от останалите), тя привлича с автентични селца и съхранени традиции.